# Partido Democrático de los Pueblos
El Partido Democrático de los Pueblos (HDP) (Turco: Halkların Demokratik Partisi, Kurdo: Partiya Demokratik a Gelan) es un partido pro-kurdo fundado el 15 de octubre de 2012 como brazo político del Congreso Democrático de los Pueblos, con el objetivo de aglutinar organizaciones progresistas y partidos de izquierdas y construir una base social amplia para hacer frente a la mayoría absoluta islamo‐conservadora que ha gobernado Turquía en la última década. En su programa defiende la igualdad de derechos para las mujeres, los derechos de las minorías, la protección del medioambiente y los derechos de la comunidad LGBT. Entre sus objetivos está el establecer un puente político con el movimiento de protesta ciudadana de 2013.
El HDP cuenta con un sistema de copresidencia, un presidente y una presidenta. Desde el 22 de junio de 2014 son el líder kurdo Selahattin Demirtaş y la socialista Figen Yüksekdağ. Es un partido paritario al 50 % entre varones y mujeres en sus listas electorales y tiene una cuota del 10 % para la comunidad LGBT. En las elecciones generales celebradas el 7 de junio de 2015 consiguió el 13,1 % de los votos y 80 escaños, un hito histórico logrando superar la cláusula de barrera del 10 % de los votos, imprescindible según la ley para tener representación en la cámara legislativa, lo que permitirá que por primera vez una formación política prokurda pueda tener grupo en el Parlamento de Turquía.  De los 550 candidatos, 268 eran mujeres. En las listas del HDP estaba Baris Sulu, el primer candidato abiertamente gay en Turquía. El 1 de noviembre de 2015 se celebraron de nuevo elecciones legislativas y el HDP perdió 3 puntos pero alcanzó el 10 % de votos necesario para mantenerse en el Parlamento con 59 escaños.
El HDP se considera antinacionalista y destaca la defensa de los derechos de las minorías. Participó en las conversaciones iniciadas entre el gobierno de Turquía y el líder del PKK para avanzar en un proceso de paz y algunos de sus miembros, especialmente el anteriormente copresidente del HDP, Selahattin Demirtas se ha reunido en la cárcel en varias ocasiones con el Abdullah Öcalan que en 2013 anunció el fin de la lucha armada y el alto el fuego. En 2015 el alto fuego entre Turquía y la PKK terminó, después que Recep Tayyip Erdoğan dijo que iba a finalizar la lucha contra la PKK. En 2018, después las purgas del presidente Erdoğan, cerca de 26 000 militantes del HDP son encarcelados.

## Fundación
El partido se creó como paraguas de organizaciones sociales y partidos políticos: Partido Democrático de las Regiones (Bölgeler Demokratik Partisi) ; Partido Socialista Revolucionario de los Trabajadores (Devrimci Sosyalist İşçi Partisi); Partido Socialista de los Oprimidos (Ezilenlerin Sosyalist Partisi|ESP); Partido de la Democracia Socialista (Sosyalist Demokrasi Partisi); Partido Socialista de Refundación (Sosyalist Yeniden Kuruluş Partisi); Partido del Futuro de la Izquierda y de los Verdes (Yeşiller ve Sol Gelecek Partisi); y Partido del Trabajo (Emek Partisi). El 28 de abril de 2014 se sumaron al proyecto los 21 diputados del Partido Paz y Democracia (Barış ve Demokrasi Partisi), un momento descrito por Demirtas como una nueva fase en la búsqueda de la unidad democrática en Turquía para lograr "una voz común de todas las identidades oprimidas". Con esta decisión el BDP no desaparecerá, dice Demirtas, sino que continuará su actividad política en diferentes formatos.

## Programa
El HDP defiende los valores de trabajo, igualdad, libertad, paz y justicia en oposición a las "fuerzas racistas, nacionalistas, militaristas, sexistas, conservadoras y mercantilistas. Reconoce el papel en la sociedad de todo individuo o grupo al margen de su lengua, religión, color, raza o diferencia sexual y en particular de los trabajadores, obreros, campesinos, pequeños comerciantes, de las mujeres, los jóvenes, los intelectuales, artistas, personas LGBT, discapacitados, los oprimidos y explotados" y al margen de la nación, lengua, etnia a la que pertenezcan, en un mundo equitativo, libre, humano y justo.
El presidente de Turquía  Tayyip Erdogan ha atacado al HDP, al que ha calificado de tapadera de terroristas, cuestionando especialmente al hermano de Demirtas, Nurettin, preso en el pasado y ahora en Irak, donde lucha contra el Estado Islámico. Demirtaş asegura que no tiene noticias de su hermano desde hace meses y teme por su vida.
Algunos analistas consideran a este partido como el Syriza turco.

## Trayectoria

### Elecciones municipales de 2014
El HDP participó por primera vez en las elecciones locales en 2014 presentando candidaturas en la zona oeste de Turquía, mientras el Partido Paz y Democracia presentó candidaturas en la zona Kurda. Ambos partidos lograron el 6,2 % de los votos.

### Elecciones generales de junio de 2015
El HDP se presentó a las elecciones generales del 7 de junio de 2015. Tenía el objetivo de superar la cláusula de barrera del 10% de los votos impuesta por los generales después del golpe de Estado en 1980 para acceder al parlamento, cerrar el paso a las minorías y excluirlas de la Cámara y lo logró. Con el 13,1% de los votos nacionales y 80 diputados en sus filas se rompió el listón y el Partido Democrático de los Pueblos se convirtió en el primer partido pro-kurdo con grupo en el Parlamento. Hasta entonces los representantes kurdos accedían al parlamento solo como independientes.
En las listas fueron especialmente diversas... además de seculares, la lista de candidatos incluyó a musulmanes devotos, socialistas, alevitas, armenios, asirios, azerbaiyanos, circasianos, Laz, romaníes y activistas LGBT. De los 550 candidatos, 268 eran mujeres. 
Entre las candidaturas Baris Sulu el primer candidato abiertamente gay en Turquía, se presentó por Eskisehir, ciudad cuya sede del HDP fue atacada tras las críticas públicas a su orientación sexual.
La campaña fue especialmente dura. El líder del HDP Selahattin Demirtaş denunció que el partido sufrió al menos 70 ataques violentos. Entre los más graves el asesinato de Hamdullah Oge, activista pro-kurdo y conductor de un autobús del HDP, asesinado en Bingöl tras haber sido torturado (sudeste de Turquía) y un atentado en Diyarbakir que provocó al menos dos muertos y 350 heridos.

### Participación en el gobierno interino de 2015
El HDP formó parte inicialmente del gobierno interino con mayoría del Partido de la Justicia y el Desarrollo nombrado en Turquía el 28 de agosto de 2015 encabezado por Ahmet Davutoglu después de que los cuatro grandes partidos no lograran formar gobierno. Este gobierno provisional se formó con la misión de convocar nuevas elecciones legislativas el 1 de noviembre de 2015. Los miembros del Partido Democrático de los Pueblos nombrados ministros fueron Ali Haydar Konca, Ministro de la Integración Europea y Muslum Dogan Ministro de Desarrollo. Ambos ministros dimitieron el 22 de septiembre argumentando que el presidente Tayyip Erdogan y del partido islamista mayoritario en el gobierno AKP habían desencadenado una lógica de guerra y estaban empujando al país a una guerra civil. En los últimos meses se ha producido un aumento de la tensión entre el gobierno turco y el partido kurdo PKK y los dos ministros del HDP han acusado al gobierno de tomar decisiones sin contar con ellos.

### Elecciones generales del 1 de noviembre de 2015
El 1 de noviembre de 2015 se convocaros nuevas elecciones. El Partido de la Justicia y el Desarrollo liderado por el Presidente Erdogán recuperó la mayoría absoluta que había perdido en junio de 2015 y el HDP perdió 3 puntos, sin embargo alcanzó el 10 por ciento necesario para entrar en el Parlamento con 59 escaños, pasando a ser la tercera fuerza política del Parlamento.

### Arresto de los dos presidentes y seis diputados en noviembre de 2016
El 4 de noviembre de 2016 la formación denunció la detención de sus colíderes (Demirtas y Yuksekdag) y de otros nueve representantes parlamentarios por negarse a testificar por presuntos crímenes relacionados con "propaganda terrorista". Tres de ellos quedaron libres mientras los dos copresidentes y seis diputados quedaron detenidos. Horas después la fiscalía confirmó la imputación de Demirtas por delitos de terrorismo.

### Elecciones municipales 31 de marzo de 2019
En las elecciones municipales de marzo de 2019 renunció a presentar candidatos en las grandes ciudades del oeste de Turquía, y pidió a sus votantes respaldar a los socialdemócratas.

## Líderes históricos
El HDP tiene un sistema de copresidencias. El partido está presidido por un presidente y una presidenta, elegidos durante los congresos. Desde su creación en 2012, el partido ha tenido un total de seis líderes, tres hombres y tres mujeres.

### Presidencias
| N.º | Presidente                  |                 | Presidenta              |                    | Inicio/Fin            | Inicio/Fin              |
| --- | --------------------------- | --------------- | ----------------------- | ------------------ | --------------------- | ----------------------- |
| 1   | Yavuz Önen (1938‐)          |                 | Fatma Gök (1948‐)       |                    | 15 de octubre de 2012 | 27 de octubre de 2013   |
| 2   | Ertuğrul Kürkçü (1948‐)     |                 | Sebahat Tuncel (1975‐)  |                    | 27 de octubre de 2013 | 22 de junio de 2014     |
| 3   | Selahattin Demirtaş (1973‐) |                 | Figen Yüksekdağ (1971‐) |                    | 22 de junio de 2014   | 9 de marzo de 2017      |
| 3   | Selahattin Demirtaş (1973‐) | Serpil Kemalbay |                         | 9 de marzo de 2017 | 11 de febrero de 2018 |                         |
| 4   | Sezai Temelli (1963‐)       |                 | Pervin Buldan (1967‐)   |                    | 11 de febrero de 2018 | Actualmente en el cargo |

### Presidencia Honoraria
En el congreso del HDP celebrado el 22 de junio de 2014 el presidente y la presidenta salientes Ertuğrul Kürkçü y  Sebahat Tuncel fueron nombrados Presidentes Honorarios del Partido. 
| N.º | Presidente              |  | Presidenta             |  | Inicio/Fin          | Inicio/Fin              |
| --- | ----------------------- |  | ---------------------- |  | ------------------- | ----------------------- |
| 1   | Ertuğrul Kürkçü (1948‐) |  | Sebahat Tuncel (1975‐) |  | 22 de junio de 2014 | Actualmente en el cargo |

## Congresos del Partido
El partido ha celebrado varios congresos ordinarios en diferentes ciudades, especialmente en provincias del sudeste de Turquía. Y hasta el momento ha tenido dos congresos extraordinarios a nivel nacional celebrados en 2013 y 2014 en los que se celebraron elecciones para elegir a la Presidencia del partido.

### 1.erCongreso Extraordinario
Se celebró en el Ahmet Taner Kışlalı Stadium de Ankara el 27 de octubre de 2013. Se eligió para la presidencia a Ertuğrul Kürkçü and Sebahat Tuncel. En el congreso se centró en apoyar las protestas del parque Gezi y se leyó un mensaje del líder del PKK Öcalan sobre el apoyo del partido a la descentralización del poder. Se eligieron a 125 miembros para el Consejo del Partido y otros 25 en la reserva.

### 2.º Congreso Extraordinario
Se celebró también en el Ahmet Taner Kışlalı Stadium de Ankara el 22 de junio de 2014. 156 delegados emitieron su voto para elegir la nueva presidencia del partido. En la tercera ronda de votaciones se eligió a Selahattin Demirtas y Figen Yüksekdağ. El congreso debatió sobre los niveles de corrupción del gobierno turco y el papel de la oposición. Se eligieron a 100 miembros y 50 en la reserva para el Consejo del Partido y se declaró a Ertuğrul Kürkçü y Sebahat Tuncel Presidentes Honorarios del Partido.

## Miembros del parlamento
Listado de miembros del PDP en el Parlamento
| 1. Meral Danış Beştaş 2. Behçet Yıldırım (injured in parliament brawl on 2018.03.09) 3. Berdan Öztürk 4. Dirayet Taşdemir 5. Leyla Zana (posible expulsión) 6. Sırrı Süreyya Önder 7. Ayşe Acar Başaran 8. Mehmet Ali Aslan 9. Saadet Becerekli 10. Hişyar Özsoy 11. Mahmut Celadet Gaydalı 12. Mizgin Irgat 13. Nursel Aydoğan 14. İdris Baluken 15. Çağlar Demirel 16. Nimettullah Erdoğmuş 17. Ziya Pir 18. Altan Tan 19. İmam Taşçıer 20. Feleknas Uca 21. Sibel Yiğitalp 22. Mahmut Toğrul 23. Nihat Akdoğan 24. Selma Irmak 25. Abdullah Zeydan 26. Mehmet Emin Adıyaman 27. Erdal Ataş 28. Pervin Buldan 29. Selahattin Demirtaş (encarcelado 2016/11/04-presente) 30. Celal Doğan 31. Hüda Kaya 32. Filiz Kerestecioğlu 33. Garo Paylan 34. Müslüm Doğan 35. Ertuğrul Kürkçü 36. Ayhan Bilgen 37. Ali Atalan 38. Erol Dora 39. Mithat Sancar 40. Gülser Yıldırım 41. Dengir Mir Mehmet Fırat 42. Burcu Çelik Özkan (encarcelado 2017/04/19-presente, condenado a 7 años por "propaganda terrorista") 43. Ahmet Yıldırım (obligado a dimitir el 2018.02.27) 44. Besime Konca (encarcelado de 2009 a 2014. encarcedo otra vez por 2.5 años en mayo de 2017, por "miembro de organización terrorista", liberado el 29 de julio de 2017) 45. Kadri Yıldırım 46. İbrahim Ayhan(obligado a dimitir el 2018.02.27) 47. Osman Baydemir 48. Dilek Öcalan (encarcelado 2018/03/01-presente) 49. Leyla Birlik 50. Ferhat Encü 51. Aycan İrmez 52. Faysal Sarıyıldız (exiliado, buscado desde 2017/06/05) 53. Alican Önlü 54. Lezgin Botan 55. Adem Geveri 56. Tuğba Hezer Öztürk (exilado, buscado desde 2017/06/05) 57. Bedia Özgökçe Ertan 58. Nadir Yıldırım 59. Figen Yüksekdağ (encarcelada 2016/11/04-presente) |

## Resultados electorales
| Elecciones        | Líder                                 | # de escaños | ±- | # de votos | % de votos |
| ----------------- | ------------------------------------- | ------------ | -- | ---------- | ---------- |
| Junio de 2015     | Selahattin Demirtaş y Figen Yüksekdağ | 80/550       |    | 6.051.650  | 13,12%     |
| Noviembre de 2015 | Selahattin Demirtaş y Figen Yüksekdağ | 59/550       | 21 | 5.148.085  | 10,76%     |
| 2018              |                                       | 67/600       | 8  | 5.867.302  | 11,70%     |